# 현숙
현숙(본명: 정현숙(鄭玄淑), 1959년 6월 22일 ~ )은 대한민국의 가수이다. 현재 거주지는 경기도 성남시 분당구이다.

## 생애
전라북도 김제시에서 3남 3녀 중 다섯째로 태어난 현숙은 학창시절, 동네 노래자랑에 참가해 생필품을 우승상품으로 받아오며 가수의 꿈을 키웠다. 고등학교를 졸업하고 20세가 되던 1978년에 현숙(정현숙)은 가수가 되기 위해 경기도 성남시로 상경하였고 국민 작곡가 임종수의 스카우트로 가수로 데뷔하였다. 1976년 매니저이자 가수였던 김상범의 앨범의 B면에 〈끓고 있네〉라는 곡을 처음으로 취입하였고, 이후 《정답게 둘이서》라는 첫 독집앨범을 발표하게 된다. 현숙은 데뷔와 동시에 뛰어난 외모와 그녀만의 독특한 비음창법으로 대중들에게 시선을 끌었다. 《타국에 계신 아빠에게》를 발표하고 데뷔 처음으로 가요계에 바람을 일으켰는데 그 당시 근로자들이 중동 등지에서 달러벌이에 나서던 시대상을 반영하였기 때문이다.
데뷔와 동시에 이름을 날리게 된 현숙은 1980년에 《정말로》를 발표하면서 트로트와 록 음악과 댄스 팝의 접목적인 다이내미컬 음악 형태를 표색적으로 나타내기 시작했다. 이 곡이 히트하여 MBC 10대 가수상을 수상하였으며 이를 계기로 3년동안 연속수상하면서 가요계에 엄청난 파장을 일으키며 화려한 신고식을 치렀다. 당초 현숙은 《타국에 계신 아빠께》를 부르면서 아직 그 당시 자신의 나잇대와는 어울리지 않는 곡이라고 생각해, 작곡가 김정택을 찾아가서 부디 자신의 나잇대와 어울리는 그야말로 신나고 발랄한 곡을 써달라고 애원하였다고 한다. 때문에 김정택은 고심 끝에 《정말로》라는 곡을 현숙에게 선물해주었다.
이후 1980년대 초반에 인기를 누비던 가수 나미, 방미와 나란히 견주며 최고의 경지까지 올라 전성기를 이루었다. 현숙은 1982년에 《포장마차》로 활동하면서 톱 가수의 반열에 올라 모 방송국 가요 프로그램에서 몇 주간 1위에 등극하기도 하였다. 당시 현숙이 부른 《포장마차》의 영향으로 대한민국 포장마차 매출율이 오를 만큼 파격적인 영향력을 행사했다. 그리고 1984년에는 태극기를 소재로 한 《건곤감리 청홍백》을 발표하여 LA 올림픽 승전보와 함께 히트하였는데, 경기장과 국민들의 응원가로 불리면서 인기가도를 달리게 되었다. 이 곡은 현숙의 특히 비음창법이 돋보이는곡으로 지금까지도 연예인들의 현숙 성대모사의 대표곡이다. 이렇듯 현숙은 데뷔부터 줄곳 정상권을 섭렵하였고 앨범을 발표하며 꾸준히 활동을 해왔다.
그러한 현숙은 1988년부터 슬럼프를 겪게되었다. 1991년, 《모든게 내 탓이야》로 복귀했으나 실패했다. 이러한 슬럼프를 벗어나게 된 결정적 계기는 1995년 당시 KBS 휴먼다큐멘터리 프로그램 《사람과 사람들》에 병드신 부모님을 지극정성으로 모시는 현숙의 이야기가 방송되며, 삽입곡으로 《사랑하는 영자씨》가 나왔는데 그것을 계기로 노래가 히트됐다. 방송 후 1996년 현숙의 아버지가 돌아가셨고 현숙은 3개월간 쉬며 신곡을 준비했다.
1997년 현숙은 IMF위기로 온 국민이 좌절에 빠져있는 시기에, 한 가정의 남편과 아내의 생활상을 그린 경쾌한 댄스 리듬의 트로트곡 《요즘여자 요즘남자》로 폭발적인 반응과 공감을 얻으며 《가요 톱 10》에도 올라 방송대상 여자 가수 부문에서 수상할 만큼 많은 인기를 얻었다. 여기에 5인조 백댄서까지 동원하여 화려한 무대를 장식했다. 5인조 댄서팀 중 슈퍼주니어의 신동이 현숙의 백댄서였다는 사실이 공개되기도 했다. 이 곡은 현숙하면 떠오르게 하는 유명한 곡으로 거듭났다. 1998년 현숙은 발라드풍의 《고백》으로 《요즘여자 요즘남자》와 다른 분위기의 노래로 활동했다. 그 후 댄스곡으로 방향을 바꿔 1999년 당시 IMF위기의 영향으로 온 국민이 힘든시기에 희망을 주고자 발표한 《해피데이》가 히트되고, 2000년 현숙의 흥겨운 춤과 노래가 돋보이는 《좋아좋아》가 히트했고, 2001년에는 가수 김종환과 후배 가수 코요태와의 공동작업으로 제작하여 노래 중간에는 랩을 삽입한 《친구에서 애인으로》를 통해 변신에 변신을 거듭하며 전 연령층에게 인기있는 가수가 되었다.
2002년에는 현숙의 사모곡 《나의 어머니》를 동료가수 설운도가 작사/작곡하여 발표했고, 정통 트로트 《오빠는 잘 있단다》를 대히트시키며 중년층들에게 매우 인기있는 가수가 되었다. 각 방송사의 성인가요 차트 프로그램에서 1위를 하고 SBS 가요대전에서 2년 연속 성인가요부문, KBS 가요대전에서 PD가뽑은 최고인기가요부문에서 수상하기도 했다. 2003년 현숙은 《오빠는 잘 있단다》와 후속곡 아름다운 선율의 발라드곡 《사랑은》으로 함께 활동했다.
2004년 탬버린 댄스를 선보이며 발표한 《춤추는 탬버린》은 현숙이 처음으로 직접 작사한 노래이고, 모든 세대층들에게 친숙한 노래로 노래방 애창곡에 선정되었으며 여러 연예인들이 "훌라 훌라 훌라 훌라 훌라 훌라 훌라 춤을 춘다 탬버린~" 이라고 외치며 현숙 성대모사를 할 때 부르는 노래로 잘 알려졌다. 2006년에는 《월화수목금토일》을 히트시키며 다수의 성인가요프로그램에서 1위를 수상했고 2007년에는 현숙이 직접 작사한 《사랑에 한표 던진다》와 《그대는 내사랑》을 발표하였다. 당시 상반기에 앨범을 발표했으나 현숙이 모친상을 당해 하반기에 다시 활동을 시작했다.
2009년 현숙은 《물방울넥타이》와 김혜영, 남궁옥분, 추가열과 함께 부른 《사랑하고싶어요》를 발표했다. 두 곡 모두 현숙이 작사한 곡이다. 《물방울 넥타이》의 인기에 힘입어 트로트가 아닌 포크풍의 《사랑하고싶어요》도 많은 인기를 끌었다. 2010년에 현숙은 《현숙의 브라보 라디오》 진행과 바쁜일정으로 인해 신곡앨범을 발표하지 않았다. 현숙이 다른 가수들과 다르게 유독 중년층과 노년층이 선호하는 가수인데 그 이유는 평소에 효심이 지극하다고 소문이 났기 때문이다. 현숙의 어머니 김순애씨가 2007년에 사망하기 전까지 함께 살면서 병간호를 해왔기 때문이다. 그리고 돌아가신 어머니를 생각하면서 현재 노인들의 복지에 힘쓰고 있으며 자신의 고향 김제의 벽골제에 현숙효열비가 세워졌다.
2011년 현숙은 자신의 인생살이를 작하여 노래한 《내 인생에 박수》로 인기를 끌었고, 2013년에는 《청춘아》를 발표하여 활동했다. 2013년에는 또한 SKC 최신원 회장과의 인연으로 쉐라톤그랜드 워커힐 호텔에서 데뷔 34년만에 첫 디너쇼를 열었다. '효 사랑 나눔'을 주제로 《정말로》를 작곡한 김정택 SBS오케스트라 단장과 동료가수들이 함께 디너쇼를 했다. 디너쇼 수익금 1억을 기부하여 고액 기부자 모임 '아너 소사이어티'에 가입했고 4000만원으로 연평도에 이동목욕차를 기부했다. 그리고 SBS 《좋은아침》 출연하여 아직 미혼인 현숙은 막내조카를 양자로 입양할 계획이라고 밝혔다. 
2014년 현숙은 직접 작사한 《당신 만나길 잘했어》를 발표해 활동했고, 2015년 상반기에는 《프로포즈》로 활동했다. 《프로포즈》는 2005년에 발표했고 타이틀곡도 아니었지만, 수 년 동안 조금씩 알려져 왔다. 2011년에는 포크 뮤지션 추가열과 듀엣곡으로도 편곡해 선보였고 2015년 버전은 왈츠풍으로 편곡했다.
2015년 하반기 현숙은 인생에 대한 자신의 철학을 담아 작사한 신곡 《인생팁》을 발표하여 각종 노래교실에서도 큰 인기를 끌며 MBC 가요베스트 대상을 받기도 했다. 2017년에는 원로가수 남인수 선생의 《이별의 부산정거장》을 밝은 폴카 리듬으로 변주하여 색다르고 활기찬 느낌의 《이별없는 부산정거장》을 발표하여 활동 중이다.
주요 노래로는 "춤추는 탬버린", "내 인생에 박수", "요즘여자 요즘남자", "오빠는 잘 있단다", "인생 팁" 등이 있다.

## 학력
- 김제여자고등학교 졸업
- 한국방송통신대학교 사회복지학과 졸업

## 데뷔
- 1978년 노래 "끓고 있네"

## 정규 음반
- 2021년 36집 《확실합니다/엄마아빠사랑합니다/어머니의 지평선/인생팁 2021》
- 2019년 35집 《김치볶음밥》
- 2017년 34집 《이별없는 부산 정거장》
- 2015년 33집 《인생팁》
- 2014년 32집 《당신 만나길 잘했어》
- 2013년 31집 《나의 이상형/청춘아/ 나의 이상형/Welcome to Korea》
- 2011년 30집 《현숙 2011 : 내 인생에 박수/ 마릴린/ 2011 New 프로포즈》
- 2009년 29집 《물방울 넥타이/ 사랑하고 싶어요/ 울리불리》
- 2007년 28집 《She Dreamed That She Was Flying Like A Bird 2007 : 사랑에 한표 던진다/ 그대는 내 사랑》
- 2006년 27집 《My Story: 1995-2005 : 월화수목금토일》
- 2005년 26집 《친구/ 프로포즈》
- 2004년 25집 《Hyun Sook 2004 : 춤추는 탬버린》
- 2002년 24집 《My mother : 오빠는 잘 있단다/ 나의 어머님》
- 2001년 23집 《친구에서 애인으로 : 친구에서 애인으로/ 사랑의 노래》
- 2000년 22집 《좋아좋아 : 좋아좋아/ 사랑은》
- 1999년 21집 《해피데이 : 해피데이/ 아름다운 사랑》
- 1998년 20집 《현숙 98 Best Selection : 둘이서 / 고백/ 사랑은 선물처럼》
- 1997년 19집 《1997신곡 퍼레이드 : 요즘여자 요즘남자/ 고백/ 외로움을 느낄때》
- 1996년 18집 《골든 힛트송》
- 1995년 17집 《현숙(玄淑) Golden Hit Song 모음 : 사랑하는 영자씨》
- 1993년 16집 《현숙의 모든것》
- 1991년 15집 《91 현숙 Vol.15 : 모든게 내 탓이야/ 여보세요》
- 1988년 14집 《골든 힛트송 : 짝/ 홍도화》
- 1987년 13집 《이젠 잊을 수 있어/ 귀좀 살짝 빌려주세요》
- 1986년 12집 《현숙 Vol.12 : 이럴수가 있나요/ 슛 골인》
- 1985년 11집 《85 신곡골든앨범 : 얘야 음악 들어봐/ 모 벼 쌀 밥》
- 1984년 10집 《玄淑 Hit Song Golden Album 第10集 : 건곤감리 청홍백/ 마지막 축배》
- 1983년 9집 《현숙과 그룹 "운명" : 사랑은 이 다음에/ 소녀의 고백》
- 1983년 8집 《83 골든앨범 : 선배님 말씀중에서/ 애상》
- 1982년 7집 《현숙 1982 : 진실해 집시다/ 잊혀진 사랑/ 포장마차》
- 1981년 6집 《힛트송 Best 10 : 멋쟁이》
- 1981년 5집 《현숙의 새노래 모음집 : 찬란한 이 부두에/ 3년만에》
- 1980년 4집 《현숙과 4인의 힛트송 모음집 : 바로당신/ 들놀이》
- 1980년 3집 《정말로 : 정말로/ 써니》
- 1979년 2집 《현숙의 새노래모음 제2집 : 타국에 계신 아빠에게/ 답장》
- 1978년 1집 《정답게 둘이서/ 붕어친구》
- 1976년 김상범의 앨범 B면에 《끓고 있네》최초 취입

## 홍보대사
- 2016년 행정자치부 국민추천포상 홍보대사 위촉
- 2015년 경기도 노인복지분야 홍보대사 위촉
- 2015년 건강한 금연도시 김제 명예홍보대사 위촉
- 2015년 전라북도 김제경찰서 4대악 근절 홍보대사 위촉
- 2015년 서울경찰 캐치프레이즈 선선선 캠페인 홍보대사 위촉
- 2014년 의정부 송산노인종합복지관 홍보대사 위촉
- 2013년 한국어 홍보대사 위촉
- 2013년 보건복지부 치매 홍보대사 위촉
- 2011년 국민법제관 홍보대사 위촉
- 2011년 사회복지공동모금회 홍보대사 위촉
- 2011년 충청북도 영동군 홍보대사 위촉
- 2011년 전북경찰청 홍보대사 위촉
- 2011년 한국다문화예술 총 연합회 홍보대사 위촉
- 2011년 (사)나눔재단 월드채널 홍보대사 위촉
- 2010년 문화체육인 환경지킴이 환경홍보대사로 위촉
- 2010년 분당차여성병원 명예 서포터즈 위촉
- 2009년 서울 서초구 홍보대사 위촉
- 2009년 2013 순천만 국제정원박람회 명예홍보대사 위촉
- 2008년 전북지방경찰청 법질서 홍보대사 위촉
- 2008년 대한치매학회 치매홍보대사 위촉
- 2008년 가평군 홍보대사 위촉
- 2008년 김제시 복지홍보대사 위촉
- 2008년 거제시 홍보대사 위촉
- 2008년 포항시 어르신 일자리사업 홍보대사 위촉
- 2007년 성남시 홍보대사로 위촉
- 2008년 포항시 어르신일자리사업 홍보대사 위촉
- 2007년 광주 남구의 효사랑 홍보대사 위촉
- 2007년 청양군 홍보대사 위촉
- 2007년 한양대학교병원 홍보대사 위촉
- 2006년 하동군 홍보대사 위촉
- 2005년 독거노인 결연사업 홍보대사 위촉
- 2003년 전라북도 홍보대사 위촉
- 2001년 법무부 범죄예방위원회 연예인위원
- 2001년 국제기능올림픽 명예홍보대사 위촉

## 기부활동
- 1999년 충청북도 음성군에 군민의 종 성금 300만원 기부
- 2004년 전라북도 김제시에 이동목욕차(5000만원 상당) 기증
- 2004년 서암문화재단에서 받은 효행상 상금(500만원)을 효행상을 수상한 학생에게 기부
- 2005년 울릉도에 이동목욕차 기증
- 2006년 경상남도 하동군에 이동목욕차 기증
- 2007년 충청남도 청양군에 이동목욕차 기증
- 2007년 한양대병원 소아암 환자들의 치료를 위해 8,700만원 기부
- 2007년 전라북도 김제시에 장학금 500만원 기탁
- 2008년 강원도 정선군에 이동목욕차 기증
- 2009년 경상북도 칠곡군에 이동목욕차 기증
- 2010년 전라남도 장흥시에 이동목욕차 기증
- 2011년 추자도에 이동목욕차 기증
- 2011년 사회복지공동모금회에 1,000만원 기부
- 2012년 충청북도 영동군에 이동목욕차 기증
- 2012년 전라남도 고흥군의 모 노인정에 매년 100만원씩 기부
- 2012년 사회복지공동모금회에 300만원 기부
- 2013년 디너쇼 수익으로 연평도에 이동목욕차 기증
- 2013년 사회복지공동모금회에 디너쇼 수익으로 1억원 기부
- 2013년 장수 백화여고에 세탁기 5대(400만원 상당) 기부
- 2014년 전라북도 김제시 월촌면에 쌀(10kg) 220포대(500만원 상당) 기부
- 2014년 전라남도 고흥군에 이동목욕차 기증
- 2015년 전라북도 순창군에 이동목욕차 기증
- 2016년 전라북도 김제시 월촌면에 쌀(20 kg) 300포대(1000만원 상당) 기부
- 2016년 경상북도 청송군에 이동목욕차 기증

## 방송
- KBS2, KBS1 《가족오락관》 다수 출연
- KBS1 《전국노래자랑》 다수 출연
- 1984년 MBC 《아름다운 우리나라》
- 1986년 MBC 《토요일! 토요일은 즐거워》
- 1996년 KBS1 《체험 삶의 현장》
- 1996년 KBS1 《사람과 사람들》
- 1996년 KBS2 《밤과 음악 사이》
- 1997년 KBS1 《화요스페셜》
- 1997년 KBS2 《특종! 비디오저널》
- 1997년 KBS1 《TV는 사랑을 싣고》
- 1998년 KBS1 《사랑의 리퀘스트》
- 1998년 SBS 《가요청백전》
- 2005년 KBS2 《스타 골든벨》
- 2010년 MBC 《공감토크쇼 놀러와》
- 2011년 YTN 《뉴스&이슈》 (특별출연)
- 2012년 KBS2 《불후의 명곡 - 전설을 노래하다》
- 2012년 KBS2 《퀴즈쇼 사총사》
- 2013년 MBC 《세바퀴》
- 2013년 KBS2 《위기탈출 넘버원》
- 2013년 KBS2 《비타민》
- 2013년 MBC 《무한도전》 (특별출연)
- 2013년 채널A 《스타 패밀리 송》
- 2013년 채널A 《웰컴 투 돈월드》
- 2014년 채널A 《내조의 여왕》
- 2014년 KBS2 《여유만만》
- 2015년 MBN 《전국제패》
- 2015년 KBS1 《아침마당》
- 2015년 대전MBC 《허참의 토크&조이》
- 2016년 TV조선 《살림 9단의 만물상》
- 2016년 MBN 《엄지의 제왕》
- 2016년 채널A 《나는 몸신이다》
- 2016년 KBS2 《슈퍼맨이 돌아왔다》
- 2018년 MBC 《뜻밖의 Q》
- 2019년 MBC《생방송 행복드림 로또 6/45》 게스트 842회
- 2019년 TV조선 《인생다큐 마이웨이》
- 2019년 MBN 《속풀이쇼 동치미》
- 2019년 YTN 라이프 《쿵쿵 노래교실》
- 2019년 여수MBC 《오!마이싱어》
- 2020년 SBS 《집사부일체》
- 2022년 KBS1 《전국노래자랑》 국민 MC 송해 추모특집 - 나래이션,게스트

## 라디오
- 2010년 SBS 러브FM 《브라보 라디오》 - 진행

## CF
- 2005년 《복지부, 국민연금관리공단 국민연금》 (with 김흥국)
- 2013년 《충북 영동군, 영동 곶감》 (with 김혜영)

## 수상 경력
- 2016년 제1회 무궁화스타 문화예술대상 10대가수상
- 2016년 MBC 가요베스트대제전 대상
- 2016년 경상북도 청송군 명예군민증 수여
- 2016년 대한민국 예술문화 스타대상 문화대상
- 2016년 제22회 대한민국 연예예술상 성인가요 여자가수상
- 2015년 MBC 가요베스트대제전 가요발전상
- 2015년 행정자치부 2015 국민추천포상 대통령표창
- 2015년 대한민국 무궁화꽃 스타대상 연예부문
- 2015년 제2회 대한민국 문화예술 스타대상 대상
- 2012년 제12회 대한민국 전통가요대상 여자 7대가수상
- 2010년 KBS 가요대축제 올해의 가수상
- 2010년 제16회 대한민국 연예예술상 연예발전공로 우정상
- 2010년 제18회 대한민국 문화연예대상 성인가요부문 10대 가수상
- 2009년 KBS 가요대축제 올해의 가수상
- 2009년 제17회 대한민국 문화연예대상 성인가요부문 10대 가수상
- 2009년 제33회 삼성효행상 특별상
- 2008년 KBS 가요대축제 올해의 가수상
- 2008년 제16회 대한민국 문화연예대상 성인가요부문 10대 가수상
- 2007년 KBS 가요대축제 올해의 가수상
- 2007년 제14회 대한민국 연예예술상 여자성인가요상
- 2007년 제15회 한국인기연예대상 전통가수상
- 2007년 전북애향대상
- 2007년 김제시민의 장 효열상
- 2006년 KBS 가요대축제 올해의 가수상
- 2006년 WBS 원음방송 대한민국 트로트 가요대상 올해의 트로트가수상
- 2006년 제16회 서울가요대상 성인가요부분 본상
- 2006년 제13회 대한민국 연예예술상 여자성인가요상
- 2005년 제12회 대한민국 연예예술상 연예봉사상
- 2005년 KBS 가요대상 올해의 가수상
- 2004년 SBS 가요대전 트로트부분상
- 2004년 SBS 가요대전 10대 가수상
- 2003년 KBS 가요대상 올해의 가수상
- 2003년 SBS 가요대전 10대 가수상
- 2002년 KBS 가요대상 PD가 뽑은 인기가수상
- 2002년 KBS 가요대상 올해의 가수상
- 2002년 SBS 가요대전 10대 가수상
- 2002년 제11회 소충 사선문화상
- 2001년 KBS 가요대상 올해의 가수상
- 2001년 제4회 효령대상 효행부문
- 2001년 제38회 저축의 날 대통령표창
- 2000년 KBS 가요대상 올해의 가수상
- 1999년 KBS 가요대상 올해의 가수상
- 1999년 제33회 가수의 날 공로패
- 1999년 제6회 대한민국 연예예술대상 전통가요가수상
- 1998년 제5회 대한민국 연예예술대상 전통가요가수상
- 1998년 KBS 가요대상 올해의 가수상
- 1997년 KBS 가요대상 올해의 가수상
- 1997년 제24회 한국방송대상 개인부분 여자가수상
- 1997년 제7회 서울가요대상 특별상
- 1996년 KBS 가요대상 올해의 가수상
- 1996년 제24회 어버이날 국민포장 (효행연예인 선정)
- 1982년 MBC 10대가수상
- 1981년 MBC 10대가수상
- 1980년 MBC 10대가수상

## 사건
1990년 11월 5일, 현숙은 서초경찰서에 동료가수 방미를 사기혐의로 고소했다. 현숙의 고소장에 따르면 방미가 지난 3월 27일, 본인과 몇몇 지주들이 신축중인 서울 서초구 반포동 577-56 3층빌라에 현숙을 데려가 “전망이 좋은 301호실이 내 방” 이라며 현숙에게 301호를 5억5천만원에 팔기로 하고 계약했다. 그러나 현숙은 10월 8일, 공사장을 둘러본 뒤 방미가 소유하는 방이 301호실이 아니라 전망이 좋지 않은 맞은편 302호실임을 알고 이에 항의하자 방미가 "나도 얼마전에 알았다”며 발뺌하여 현숙은 1억여원의 손해를 보았다.